# Ulidia fulvifrons
Ulidia fulvifrons är en tvåvingeart som först beskrevs av Jacques-Marie-Frangile Bigot 1857.  Ulidia fulvifrons ingår i släktet Ulidia och familjen fläckflugor.
Artens utbredningsområde är Kuba. Inga underarter finns listade i Catalogue of Life.